# Crassula exilis
Crassula exilis (лат.) — вид растений рода Толстянка (Crassula) семейства Толстянковые (Crassulaceae), естественно произрастающий на территории Намибии и Капской провинции Южно-Африканской Республики.

## Название
Родовое латинское название Crassula происходит от латинского слова crassus, — «толстый», в основном из-за присутствия у растений этого рода сочных листьев.
Видовой эпитет exilis переводится с латинского как «маленький, тощий, стройный», обусловлен невеликим размером растения.

## Ботаническое описание
Многолетние растения, реже однолетники, достигающие высоты до 10 см (-12), характеризуются сильной разветвленностью и формируют плотные подушки со множественными розетками с листьями, расположенными рыхло спирально. Старые листья остаются прикрепленными к стеблям. Листья имеют форму от линейно-обратно-ланцетных до линейно-эллиптических размеров 4-35(-45) x (0,2-)0,3-10 мм, острые или плоские только на верхней поверхности. Они голые, за исключением краевых ресничек и одного более толстого концевого волоска на листе, и могут быть зелеными или коричневыми с темными пятнами на верхней поверхности.
Соцветие — более или менее плосковершинный тирс с 1-5 дихазиями с цветоножками. Листья постепенно укорачиваются вдоль нечеткого прямостоячего цветоноса. Чашечка имеет доли от узкой до широкотреугольной формы, длиной 2-2,5 мм, острые и обычно втянуты в толстые волоски, с краевыми ресничками, иногда редуцированными до зубцов, мясистые, но обычно с перепончатым краем, окрашенные в зеленый цвет. Венчик трубчатый, сросшийся у основания на 0,2-0,8 мм, бывает белого цвета или с более или менее розовым оттенком. Доли венчика имеют форму от продолговатых до продолговато-обратнояйцевидных, длиной 3,5-4 мм, острые, загнутые назад. Тычинки с желтыми пыльниками. Чешуйки поперечно-продолговатые, размером 0,2-0,3 х 0,6-0,8 мм, усеченные или выемчатые, слегка суженные к основанию, маломясистые, окрашенные в желтый цвет.

## Экология
Растения обычно обитают в расщелинах скал или неглубоких почвенных карманах, предпочитая защищенные влажные и затененные места на крутых или вертикальных склонах скал. Они успешно процветают исключительно на скалах, не встречаясь на плоской открытой почве. Этот механизм защиты эффективен против травоядных. Геологическое окружение, где они обитают, разнообразно и включает в себя песчаники, граниты и сланцы.

## Таксономия
Crassula exilis Harv., первое упоминание в W.H.Harvey & auct. suc. (eds.), Fl. Cap. 2: 347 (1862).

### Подвиды
Подтвержденные подвиды в соответствии с данными сайта Plants of the World Online на 2024 год:
- Crassula exilis subsp. exilis
- Crassula exilis subsp. picturata (Boom) G.D.Rowley
- Crassula exilis subsp. schmidtii (Regel) G.D.Rowley, cуккулентное растение 12 см высотой. Нижние листья 4 см длиной смыкаются друг с другом, формируя своеобразную розетку, а верхние более узкие, длинные и заостренные на концах. У них двуцветная окраска: красная и серебристо-зеленая в различных вариациях, зависит от условий. У одних экземпляров красноватые нижние листья, у других мягкий градиентный переход. На листовых пластинах есть многочисленные темные точки[3].
- Crassula exilis subsp. sedifolia (N.E.Br.) Toelken